# Barnewitz (Adelsgeschlecht)

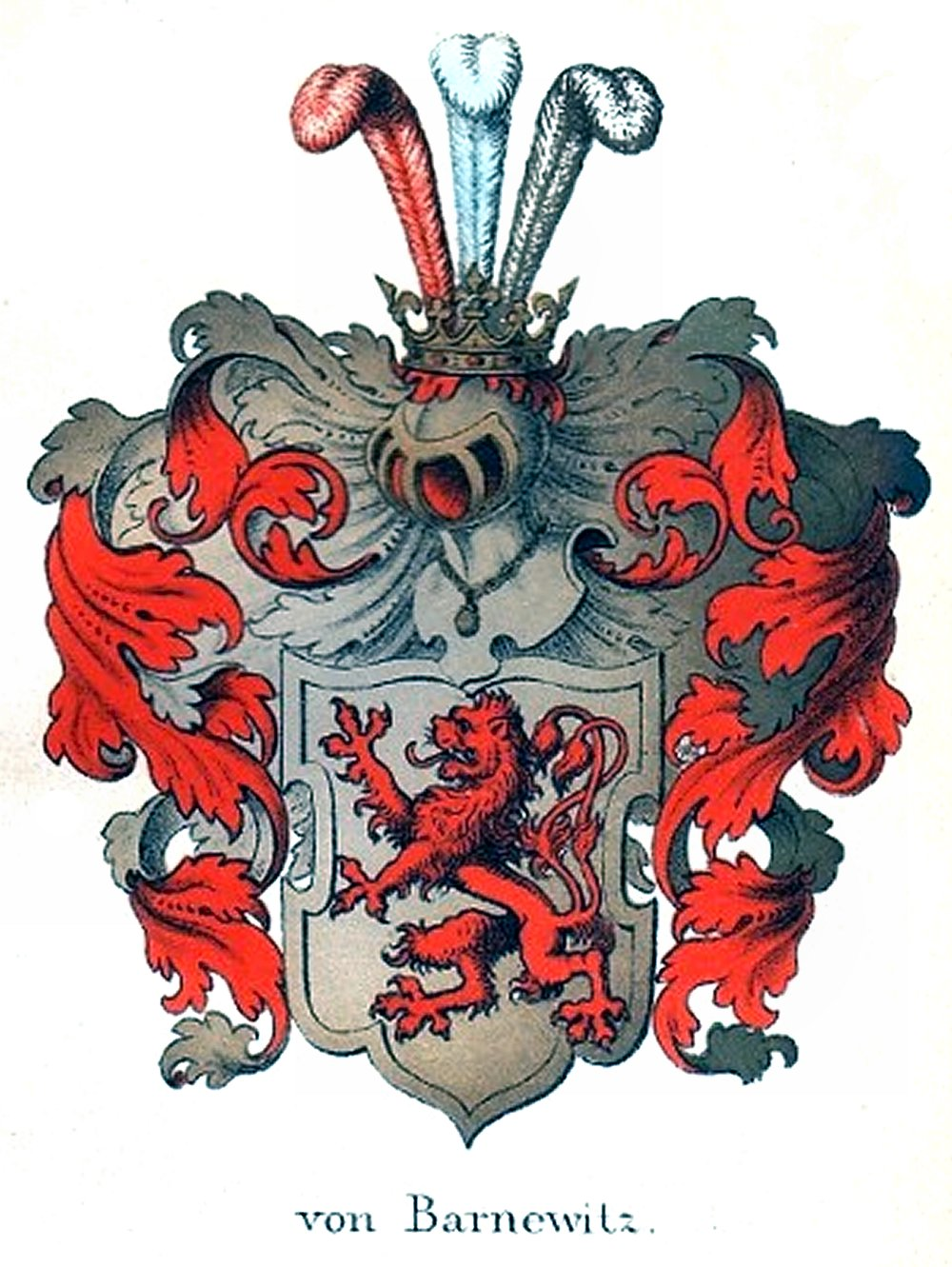
Wappen der Herren von Barnewitz (gezeichnet von Anders Thiset, 1885)

Barnewitz war ein brandenburgisches Adelsgeschlecht mit Stammgut im westhaveländischen Barnewitz. Es erlosch 1741 mit dem gerade erst zwei Jahre gewesenen Friedrich August von Barnewitz. Es entstammte den braunschweigischen Herren von Bernewitz und war in diesem Sinne wohl eines Stammes mit den niedersächsischen von Berlepsch.

## Herkunft
Die Barnewitz waren eine Linie der reichsfreien Uradelsfamilie von Bernewitz, die Mitte des 12. Jahrhunderts wohl gemeinsam mit Albrecht dem Bären nach Brandenburg einwanderte. Heinrich und Dietrich Bernewitz (auch Bernewitzko) seien auch die Stammväter der Herren von Berlepsch gewesen. Das Stammhaus der Familie Bernewitz hieß Barnewitz. Ortolf von Burnewitz (* 12. Jahrhundert) wiederum sei ein Stammvater der Herren von Bernewitz. Bornewitz hieß ein weiteres Glied dieser Familie.

## Geschichte
Es sind nicht viele Persönlichkeiten der Familie Barnewitz überliefert. Christoph von Barnewitz herrschte über Groß-Ziethern und war Großvater von Marcus von Barnewitz, von diesem stammte Joachim ab. 
Joachim († 1626) war Geheimrat und Hofmeister der Königin Sophia von Dänemark. Er vermählte sich mit Oelgard von Pentz;  aus dieser Ehe stammte ein Sohn, Friedrich von Barnewitz (* 1622; † 22. September 1653) auf Rudbjerggaard, Berritsgaard, Fritsholm und Bellinge auf Falster, Dänemark ⚭ 29. November 1648 Ide Jürgenstochter Grubbe. Töchter: 1) Magdalene Sibylle v. Barnewitz auf Rudbjerggaard († 1682) ⚭ Jens Rodsteen; 2) Øllegaard v. Barnewitz auf Rudbjerggaard und Fritsholm (* 1653; † 1729) ⚭ 13. Mai 1674 Christian von Bülow (* 1. Januar 1643; † 16. Oktober 1692), Generalleutnant. 
Oelgard Dorothee Friederike von Barnewitz (* 1699; † 1745) heiratete Caspar Friedrich von Bredow (* 1680; † 1739). Des Prinzen Ferdinand von Preußens Kammerherr und Hofmarschall Caspar Friedrich Ernst von Bredow (* 1739; † 1774), ⚭ Dorothee Friederike Louise von Bredow (* 1733; † 1798), ⚭ Adolph von Danckelmann und Geheimer Legationsrat Otto Friedrich von Bredow (* 1726; † 1799). Möglicherweise entstammen dieser Ehe weitere Kinder. Oelgards Schwester Ilsabe Sophie (* 1699; † 1730) heiratete Mathias Christoph von Bredow.
Christoph Friedrich von Barnewitz († 26. Juni 1739), ein Nachfahre Joachims (II.) und markgräflich brandenburgischer Oberhofmeister, zeugte kurz vor seinem Tode Friedrich August von Barnewitz, der am 25. April 1741 im Alter von nur zwei Jahren starb. Ein weiterer Stamm Joachims II. erlosch zuvor bereits in Dänemark. 1774 starb die von Barnewitz geborene Gemahlin von Oberstleutnant von Lowtzow.

## Wappen

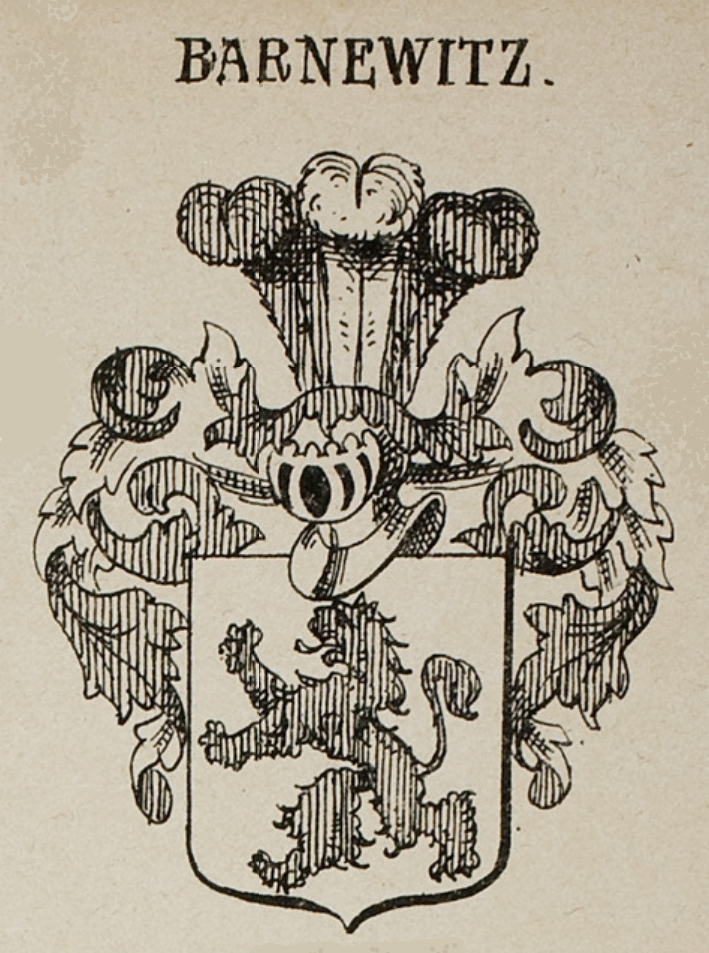
Darstellung des Wappens der Herren von Barnewitz (gezeichnet von A. M. Hildebrandt, 1880)

Das Wappen der Herren von Barnewitz zeigte  einen roten Löwen im weißen Feld, darüber ein Helm mit rot-weißen Decken unter drei Pfauen- oder Straußfedern in den Farben rot-weiß-rot, rot-weiß-blau oder blau-rot-weiß.